# Godspeed (personaje)
Godspeed (August Heart) es un personaje ficticio que aparece en los cómics estadounidenses publicados por DC Comics. Se estableció como detective y uno de los mejores amigos de Barry Allen en la fuerza policial. Cuando su hermano es asesinado y el hombre del que sospecha es exonerado, se vuelve vengativo y eventualmente gana superpoderes basados en la velocidad. Con la identidad de Godspeed, se convierte en un justiciero empeñado en matar criminales en lugar de encarcelarlos, lo que sirve como antítesis de Flash. Ha sido retratado como un supervillano y un antihéroe en los cómics y medios adaptados desde su presentación en 2016.
El personaje hizo su debut de acción en vivo en The Flash, con la voz de BD Wong en la quinta y sexta temporada e interpretado por Karan Oberoi en la séptima temporada.

## Biografía ficticia
Godspeed aparece por primera vez durante una de las visiones de Barry Allen, afirmando que los mataría a todos.
August Heart es un colega de Barry Allen del Departamento de Policía de Ciudad Central. El hermano de Heart fue asesinado por un criminal de carrera y su asesino fue liberado debido a que la evidencia fue destruida cuando Barry y su laboratorio fueron alcanzados por un rayo. Cuando August se enfrenta al Agujero Negro, un grupo que había robado una camioneta que contenía equipo de S.T.A.R. Labs, reconoce su símbolo como el mismo pintado con aerosol cerca de la escena del crimen de su hermano. August recibe un disparo, pero antes de que la bala pueda alcanzarlo o Barry pueda salvarlo, August es alcanzado por un rayo de una tormenta de la Fuerza de la Velocidad. Ahora, un  velocista, August noquea a su tirador. Después de que Barry se revela a sí mismo como Flash, August crea su propio disfraz y se convierte en el socio de Barry, y también desea usar sus poderes para resolver el asesinato de su hermano. Después de derrotar al Agujero Negro, son testigos de que otra tormenta de Fuerza de la Velocidad golpea a más ciudadanos y los convierte en velocistas. August ayuda a Barry a reunir a los nuevos velocistas que usan sus nuevos poderes como criminales. Los dos conocen a la Dra. Meena Dhawan, una nueva velocista que ha ayudado a crear un centro de entrenamiento Fuerza de la Velocidad para ayudar a los nuevos velocistas a controlar sus poderes. Cuando Barry y Meena regresan después de reclutar más velocistas, encuentran a un August herido que les dice que un nuevo velocista llamado Godspeed mató a los velocistas criminales y les quitó la velocidad. August recuperado trae a dos de los reclutas con él para asaltar al Dr. Carver infundido por la tormenta Fuerza de la Velocidad. Después del 'día libre' de Barry y Meena, Godspeed llega al centro de entrenamiento donde se enfrenta a Meena. Mientras Avery Ho, uno de los reclutas de velocistas, escapa para obtener Flash, Godspeed mata a Meena y a dos de los reclutas y les quita la velocidad.
Cuando Godspeed mata a Billy Parks, el principal sospechoso del asesinato del hermano de August, Barry se da cuenta de que August es Godspeed. Barry se enfrenta a él y August revela que, de hecho, es Godspeed y que se había dado por vencido con el sistema de justicia, decidiendo convertirse en juez, jurado y verdugo, matando al asesino de su hermano. August revela que cuando estaba cerca de los criminales veloces, podía sentir la Fuerza de la Velocidad dentro de ellos conectándose con él. Decidió quitarles sus poderes, lo que provocó su muerte y August resultó herido. Después de darse cuenta de que era posible desviar la velocidad de otro velocista sin matarlo (evidente cuando él, Barry, Meena y dos reclutas tomaron la velocidad del Dr. Carver), August lo intentó nuevamente con Meena y los dos reclutas. Sin embargo, tuvo los mismos resultados que la primera vez. Con su mayor velocidad, August Heart revela que puede crear un doble de sí mismo y estar en dos lugares a la vez, aunque eso le cuesta mucho físicamente. Barry usa esto a su favor y escapa. August procede a interrogar a los otros miembros del Agujero Negro sobre la muerte de su hermano, pero los mata a todos cuando no recibe información. Cuando los reclutas de velocistas dan su velocidad de forma segura a Barry y Wally para detener a Godspeed, llega August y puede tomar la velocidad de Avery. Barry persigue a Godspeed, quien revela que se dirigirá a Iron Heights y hará lo único que Barry no pudo hacer: matar a sus enemigos, incluido Eobard Thawne. Sin embargo, el nuevo Kid Flash (Wally West II) interviene y ayuda a Flash a derrotar a Godspeed, quien luego es encarcelado en Iron Heights. No se sabe si August todavía mantiene una conexión con la Fuerza de la Velocidad, ya que se insinuó que todos los que fueron golpeados durante los poderes de la tormenta Fuerza de la Velocidad pueden ser temporales.
Más tarde, August se une a Flash y su némesis Eobard Thawne para evitar que el villano Paradox borre toda la historia de Flash. Después de que Paradox es derrotado, August le pregunta a Thawne si, dado el extenso conocimiento futuro de este último sobre Flash, sabe quién mató al hermano de August. Thawne admite alegremente que fue el propio Thawne y rompe el cuello de August, matándolo.

## Poderes y habilidades
Además de las habilidades compartidas con otros velocistas, Godspeed tiene la capacidad de tomar por la fuerza, la velocidad de otro velocista. Esto se hace corriendo alrededor de un velocista (o velocistas) a una velocidad extrema, lo que hace que Godspeed gane su velocidad, pero a costa de lesionarse y matar a cualquier víctima o víctimas que no estén dispuestas a renunciar a su velocidad. Sin embargo, Godspeed pudo tomar la velocidad de Avery sin matarlo, y Barry y Wally pudieron tomar la velocidad de varios velocistas de manera segura.
Godspeed también tiene la capacidad de crear un clon de sí mismo dividiendo la Fuerza de la Velocidad en él. Sin embargo, el uso prolongado de este clon resultará en un dolor intenso, y la copia se desestabilizará, y su porción de Fuerza de la Velocidad volverá a la Godspeed original. Al igual que otros velocistas, Godspeed puede correr hasta 10 veces la velocidad de la luz al ingresar a la Fuerza de la Velocidad.

## En otros medios
August Heart / Godspeed aparece en la serie de televisión de acción en vivo The Flash interpretado por Kindall Charters en la quinta temporada y Karan Oberoi en la séptima temporada, con BD Wong proporcionando su voz disfrazada. Presentada en su episodio homónimo de la quinta temporada, esta versión es un pasante de Mercury Labs del año 2049 que usa la ciencia para imbuirse de poderes después de replicar la tecnología de taquiones y la droga Velocidad de Zoom. Se convierte en un ladrón y asesino disfrazado para asaltar las instalaciones químicas con el fin de hacer que sus poderes sean permanentes, solo para ser derrotado por Nora West-Allen y encarcelado. En la séptima temporada, Godspeed es el archienemigo de Bart Allen. Debido a que tiene lugar una "Guerra de Godspeed" y después de ubicar a Godspeed en el presente, Barry Allen/Flash usa un hipercolisionador neuronal para ingresar a su mente y descubrir los orígenes de la guerra. Godspeed desea "velocidad orgánica" de la Fuerza de la Velocidad, imbuida de su energía por Barry. Godspeed intenta convertirse en un dios, solo para ser derrotado por Flash más joven y Eobard Thawne/Reverse-Flash y encarcelado en la Penitenciaría Iron Heights con la memoria borrada.
- Además, varios drones de Godspeed aparecen en las temporadas seis y siete como resultado de Guerra de Godspeed con uno interpretado por Ryan Handley y la mayoría de los drones con la voz de Rick D. Wasserman. El Equipo Flash captura a varios de ellos y descubre que su maestro, más tarde revelado como el Godspeed "principal", desea "velocidad infinita". Los drones atacan a la Fuerza de la Velocidad por su energía y secuestran a Jay Garrick/Flash en un intento de atraer a Bart hasta que el Equipo Flash rescata al anciano Flash y Godspeed los retira.